# Lophothygater nigrita
Lophothygater nigrita är en biart som beskrevs av Urban 1999. Lophothygater nigrita ingår i släktet Lophothygater och familjen långtungebin. Inga underarter finns listade i Catalogue of Life.